# Gary Allen Feess
 (décembre 2023).
Si vous disposez d'ouvrages ou d'articles de référence ou si vous connaissez des sites web de qualité traitant du thème abordé ici, merci de compléter l'article en donnant les références utiles à sa vérifiabilité et en les liant à la section « Notes et références ».
Gary Allen Feess est un juge américain né le 13 mars 1948 à Alliance en Ohio. Il est membre de la Cour de district des États-Unis pour le district central de Californie depuis sa nomination par le président Bill Clinton en 1999. 

## Biographie et carrière
Gary Allen Feess naît le 13 mars 1948 à Alliance en Ohio. Il reçoit un Bachelor of Arts à l'université d'État de l'Ohio en 1970 et un Juris Doctor à l'école de droit de l'université de Californie à Los Angeles en 1974. Il exerce en cabinet privé à Los Angeles de 1974 à 1979, de 1987 à 1988 puis de 1989 à 1996. Il est assistant du procureur à la cour de district des États-Unis pour le district central de Californie de 1979 à 1987 puis assistant en chef du procureur de 1988 à 1989. Plus tard, il est avocat général de la Commission Christophe puis juge à la cour supérieure de Los Angeles entre 1996 et 1999.

## Service fédéral
Gary Allen Feess est juge à la cour de district des États-Unis pour le district central de Californie, nommé pour prendre un siège laissé vacant par James M. Ideman, le 26 janvier 1999 par le président Bill Clinton. Il est confirmé par le Sénat des États-Unis le 30 juin 1999 et reçoit sa commission le 7 juillet 1999. En 2000, il est choisi pour être le juge chargé du décret de consentement contre le département de police de Los Angeles à la suite des émeutes de 1992 à Los Angeles et du scandale Rampart. Il reçoit le statut de juge senior le 13 mars 2014 et prend sa retraite le 5 janvier 2015.